# Campionato asiatico maschile di pallamano 2008
Il Campionato asiatico maschile di pallamano 2008 è stata la 13ª edizione del torneo organizzato dalla Asian Handball Federation e rivolto a nazionali asiatiche di pallamano maschile. Il torneo si è svolto dal 17 al 26 febbraio 2008 in Iran, ospitato nella città di Isfahan.
Il torneo ha visto l'affermazione della nazionale della Corea del Sud per la settima volta nella sua storia.

## Squadre partecipanti
- Kuwait
- Iran
- Bahrein
- Cina
- Libano
- Corea del Sud
- Qatar
- Giappone
- Emirati Arabi Uniti
- Arabia Saudita

## Podio
| Pos. | Squadra        |
| ---- | -------------- |
| 1°   | Corea del Sud  |
| 2°   | Arabia Saudita |
| 3°   | Iran           |